# Jon Cruddas
Jonathan Cruddas, född 7 april 1962 i Helston i Cornwall, är en brittisk politiker (Labour). Han var ledamot av underhuset för Dagenham and Rainham 2001–2024.